# Trofeul Ligii Campionilor
Trofeul Ligii Campionilor, de asemenea cunoscut și ca Cupa Campionilor Europeni, este un trofeu acordat anual de către UEFA clubului de fotbal care câștigă Liga Campionilor UEFA. Trofeul este transferabil, la finele sezonului următor de UEFA Champions League, deținătoarea lui actuală îl returnează forului UEFA, ca aceasta la rândul său să-l înmâneze noii campioane europene inter-cluburi. Aceasta este a 6-a cupă la număr. Conform unei reguli introduse de UEFA în sezonul 1968-1969, clubul care câștigă Liga Campionilor de 5 ori, sau 3 ori consecutiv, poate să-și păstreze trofeul pentru totdeauna.

## Deținerea trofeului
De obicei clubul care a câștigat turneul, ține cupa la el doar zece luni, și este obligat să returneze trofeul înapoi forului UEFA cu două luni înainte de următoarea finală de Champions League, în schimb primind de la UEFA o copie micșorată a cupei. Apoi UEFA transmite trofeul la păstrare orașului care va fi gazda finalei următoare de Liga Campionilor.
Regulamentul prevede că trofeul poate rămâne la echipă, în caz că ea câștiga competiția de 5 ori per total, sau de 3 ori consecutiv.
Cinci cluburi dețin în posesie permanentă trofeul Ligii Campionilor:
- Real Madrid - după cinci câștiguri consecutive între 1956–1960. După care l-a mai câștigat încă de noua ori 1966, 1998, 2000, 2002, 2014, 2016, 2017, 2018 și 2022.
- Ajax Amsterdam - după cel de-al treilea câștig consecutiv în 1973. Ei au mai cucerit trofeul în 1995.
- Bayern München - după cel de-al treilea lor câștig consecutiv în  1976. De atunci ei l-au mai câștigat de trei ori în 2001, 2013, 2020
- A.C. Milan - după obținerea a cinci titluri, în 1994. De atunci ei l-au mai câștigat încă de două ori în 2003 și 2007.
- Liverpool - după obținerea a cinci titluri, în 2005. De atunci Liverpool a mai câștigat trofeul și în 2019.
- FC Barcelona - după obținerea a cinci titluri, în 2015.

## Câștigători
Trofeul original (inițial)
- Real Madrid (6) – 1956, 1957, 1958, 1959, 1960, 1966
- Benfica (2) – 1961, 1962
- Inter Milano (2) – 1964, 1965
- AC Milan (1) – 1963

Noul trofeu (design nou)
- Real Madrid (7) – 1998, 2000, 2002, 2014, 2016, 2017, 2018
- AC Milan (6) – 1969, 1989, 1990, 1994, 2003, 2007
- Bayern München (6) – 1974, 1975, 1976, 2001, 2013, 2020
- Liverpool (6) – 1977, 1978, 1981, 1984, 2005, 2019
- FC Barcelona (4) –  1992, 2006, 2009, 2011, 2015
- Ajax (4) – 1971, 1972, 1973, 1995
- Manchester United (3) – 1968, 1999, 2008
- Nottingham Forest (2) – 1979, 1980
- Juventus (2) – 1985, 1996
- FC Porto (2) – 1987, 2004
- Chelsea (1) – 2012, 2021
- Celtic (1) – 1967
- Feyenoord (1) – 1970
- Aston Villa (1) – 1982
- Hamburg (1) – 1983
- Steaua București (1) – 1986
- PSV Eindhoven (1) – 1988
- Steaua Roșie Belgrad (1) – 1991
- Marseille (1) – 1993
- Borussia Dortmund (1) – 1997
- Inter Milano (1) – 2010

## Vezi și
- Lista câștigătorilor Cupei Campionilor Europeni și ai Ligii Campionilor

## Legături externe
- Picture of the original trophy held by Alfredo Di Stéfano after the 1956 European Cup Final.
- Trofeul UEFA Champions League adus pe Wembley într-un mod inedit